# 深圳日报
深圳日报（Shenzhen Daily）是在深圳地区发行的英文报纸，创刊于1997年7月1日，隶属于深圳报业集团，是中国大陆华南地区首份地方性英文报纸。